# Festival international du film indépendant de Bordeaux 2015
La quatrième édition du Festival international du film indépendant de Bordeaux s'est déroulée du 8 au 14 octobre 2015. 
Les séances se sont déroulées dans Utopia Saint-Siméon, Le Trianon de Bordeaux, Le Rocher de Palmer (séance d'ouverture) et au Méga CGR Le Français (clôture du festival).
Le film d'ouverture du festival a été The Lobster réalisé par Yorgos Lanthimos. le film a obtenu le Prix du jury au Prix du jury du Festival de Cannes 2015,. Le film de fermeture du festival a été Marguerite et Julien réalisé par Valérie Donzelli. Le film était en sélection officielle au Festival de Cannes 2015,.
La quatrième édition a été présidée par l'actrice, réalisatrice et productrice italienne Valeria Golino. Le reste du jury "Compétition Longs-Métrages" était composé du réalisateur français Thomas Salvador, par l'actrice française Clémence Poésy, par le producteur et compositeur français Pierre-Alexandre Busson, et par le réalisatrice et scénariste française Céline Sciamma.

## Compétition

### Longs-métrages
| Titre                                    | Réalisation    | Distribution                                                      | Pays                      |
| ---------------------------------------- | -------------- | ----------------------------------------------------------------- | ------------------------- |
| Ce sentiment de l'été                    | Mikhaël Hers   | Anders Danielsen Lie, Judith Chemla, Dounia Sichov, Joshua Safdie | France                    |
| Nahid                                    | Ida Panahandeh | Sareh Bayat, Pejman Bazeghi, Navid Mohammad                       | Iran                      |
| Androïds Dream (Sueñan los Androides)    | Ion de Sosa    | Darsteller, Manolo Marín, Moisés Richart                          | Espagne, Allemagne        |
| Les Filles au Moyen Âge                  | Hubert Viel    | Michael Lonsdale, Chann Aglat, Leana Doucet                       | France                    |
| Demon                                    | Marcin Wrona   | Itay Tiran, Agnieszka Żulewska, Tomasz Schuchardt                 | Pologne, Israël           |
| Paulina                                  | Santiago Mitre | Dolores Fonzi, Oscar Martínez, Esteban Lamothe                    | Argentine, Brésil, France |
| Bang Gang (une histoire d'amour moderne) | Eva Husson     | Finnegan Oldfield, Marilyn Lima, Daisy Broom                      | France                    |
| À peine j'ouvre les yeux                 | Leyla Bouzid   | Baya Medhaffer, Ghalia Benali, Montassar Ayari                    | Tunisie, Belgique         |

### Courts-métrages
| Titre                         | Réalisation          | Distribution                                                          | Pays             |
| ----------------------------- | -------------------- | --------------------------------------------------------------------- | ---------------- |
| Vous voulez une histoire ?    | Antonin Peretjatko   | Lucie Borleteau, Pauline Ghersi, Laure Giappiconi                     | France           |
| Moul Lkelb (L'Homme au chien) | Kamal Lazraq         | Ghali Rtal Bennani, Ghassan El Hakim, Mohamed Fennane                 | France           |
| Ma manman d'Lo                | Julien Silloray      | Rosental Cidoine, Pierre Valcy, Vincent Gama                          | France           |
| Juillet électrique            | Rémi Bigot           | Nathan Bobet, Rémi Chaudière, Sophie Froissard, Florimond Constant    | France           |
| Uncanny Valley                | Paul Wenninger       | Raùl Maia, Jan Jakubal, Paul Wenninger                                | France, Autriche |
| Mon héros                     | Sylvain Desclous     | Guillaume Viry, Damien Bonnard                                        | France           |
| Aquabike                      | Jean-Baptiste Saurel | Charlie Dupont, Florence Janas, Pauline Lorillard                     | France, Belgique |
| Il venait de Roumanie         | Jean-Baptiste Durand | Johan Libéreau, Damien Jouillerot, Louise Blachere, Dominique Reymond | France           |

## Hors-compétition

### Rétrospective Arnaud Desplechin
| Titre                                         | Réalisation       | Distribution                                                                        | Pays   |
| --------------------------------------------- | ----------------- | ----------------------------------------------------------------------------------- | ------ |
| La Vie des morts                              | Arnaud Desplechin | Thibault de Montalembert, Laurence Côte, Roch Leibovici, Marianne Denicourt         | France |
| Rois et Reine                                 | Arnaud Desplechin | Emmanuelle Devos, Mathieu Amalric, Catherine Deneuve, Maurice Garrel                | France |
| Un conte de Noël                              | Arnaud Desplechin | Mathieu Amalric, Catherine Deneuve, Emmanuelle Devos, Chiara Mastroianni            | France |
| L'Aimée                                       | Arnaud Desplechin | Arnaud Desplechin, Fabrice Desplechin                                               | France |
| Comment je me suis disputé… (ma vie sexuelle) | Arnaud Desplechin | Mathieu Amalric, Emmanuelle Devos, Marianne Denicourt, Jeanne Balibar               | France |
| La Sentinelle                                 | Arnaud Desplechin | Emmanuel Salinger, Jean-Louis Richard, Thibault de Montalembert, Marianne Denicourt | France |

### Focus Corneliu Porumboiu
| Titre              | Réalisation        | Distribution                                                  | Pays     |
| ------------------ | ------------------ | ------------------------------------------------------------- | -------- |
| Match Retour       | Corneliu Porumboiu | Adrian Porumboiu, Corneliu Porumboiu                          | Roumanie |
| Policier, adjectif | Corneliu Porumboiu | Dragos Bucur, Vlad Ivanov, Cosmin Selesi, Irina Saulescu      | Roumanie |
| Le Trésor          | Corneliu Porumboiu | Cuzin Toma, Adrian Purcarescu, Corneliu Cozmei, Cristina Toma | Roumanie |

### Focus Corse - Stanley White
| Titre       | Réalisation                                             | Distribution                                                            | Pays           |
| ----------- | ------------------------------------------------------- | ----------------------------------------------------------------------- | -------------- |
| Lupino      | François Farellacci en collaboration avec Laura Lamanda | N/C                                                                     | France, Italie |
| Les Apaches | Thierry de Peretti                                      | François-Joseph Culioli, Aziz El Haddachi, Hamza Meziani, Joseph Ebrard | France         |

### Hommage R. W. Fassbinder
| Titre                               | Réalisation                        | Distribution                                                | Pays      |
| ----------------------------------- | ---------------------------------- | ----------------------------------------------------------- | --------- |
| La Troisième génération             | Rainer Werner Fassbinder           | Volker Splenger, Bulle Ogier, Hanna Schygulla, Harry Baer   | Allemagne |
| Les Larmes amères de Petra von Kant | Rainer Werner Fassbinder           | Margit Carstensen, Hanna Schygulla, Irm Hermann, Eva Mattes | Allemagne |
| L'Allemagne en automne              | Rainer Werner Fassbinder en partie | Rainer Werner Fassbinder                                    | Allemagne |
| Une jeunesse allemande              | Jean-Gabriel Périot                | N/C                                                         | France    |

### Saverio Costanzo versus David Lynch
| Titre                            | Réalisation      | Distribution                                                         | Pays                      |
| -------------------------------- | ---------------- | -------------------------------------------------------------------- | ------------------------- |
| Eraserhead                       | David Lynch      | Jack Nance, Charlotte Stewart, Allen Joseph, Jeanne Bates            | États-Unis                |
| Sailor et Lula                   | David Lynch      | Nicolas Cage, Laura Dern, Willem Dafoe, Isabella Rossellini          | États-Unis                |
| Hungry Hearts                    | Saverio Costanzo | Adam Driver, Alba Rohrwacher, Roberta Maxwell, Al Roffe              | Italie                    |
| La Solitude des nombres premiers | Saverio Costanzo | Alba Rohrwacher, Luca Marinelli, Isabella Rossellini, Martina Albano | Italie, Allemagne, France |

### Carte blanche FRAC Aquitaine
| Titre                                                        | Réalisation               | Distribution                                                                | Pays                                  |
| ------------------------------------------------------------ | ------------------------- | --------------------------------------------------------------------------- | ------------------------------------- |
| Oncle Boonmee, celui qui se souvient de ses vies antérieures | Apichatpong Weerasethakul | Thanapat Saisaymar, Jenjira Pongpas, Sadka Kaewbuadee, Natthakarn Aphaiwonk | Thaïlande, Allemagne, Espagne, France |

#### Programme courts-métrages
| Titre                           | Réalisation                 | Pays     |
| ------------------------------- | --------------------------- | -------- |
| Atomic Park                     | Dominique Gonzalez-Foerster | France   |
| Two times 4'33                  | Manon de Boer               | Pays-Bas |
| En présence (piedad silenciosa) | Nino Laisné                 | France   |
| Common Moods                    | Clémentine Coupau           | France   |

### Carte blanche Arte
| Titre                           | Réalisation         | Distribution                                                                                       | Pays             |
| ------------------------------- | ------------------- | -------------------------------------------------------------------------------------------------- | ---------------- |
| Pasolini, la passion de Rome    | Alain Bergala       | N/C                                                                                                | France           |
| Mr. X, le cinéma de Leos Carrax | Tessa Louise-Salomé | Denis Lavant, Caroline Champetier, Gilles Jacob, Harmony Korine                                    | France           |
| Le Trésor                       | Corneliu Porumboiu  | Cuzin Toma, Adrian Purcarescu, Corneliu Cozmei, Cristina Toma                                      | Roumanie, France |
| Fidelio, l'odyssée d'Alice      | Lucie Borleteau     | Ariane Labed, Melvil Poupaud, Anders Danielsen Lie, Pascal Tagnatirs Danielsen Lie, Pascal Tagnati | France           |

### Nuit rose Nicolas & Bruno
| Titre                         | Réalisation                    | Distribution                                                                                                   | Pays             |
| ----------------------------- | ------------------------------ | --- | ---------------- |
| À la recherche de l'ultra-sex | Nicolas Charlet, Bruno Lavaine | N/C | France           |
| Vampires en toute intimité    | Taika Waititi, Jemaine Clement | Taika Waititi (VF : Bruno Lavaine), Jemaine Clement (VF : Alexandre Astier), Jonathan Brugh (VF : Fred Testot) | Nouvelle-Zélande |

### Premières fois

#### Longs-métrages
| Titre                      | Réalisation     | Distribution                                                     | Pays                            |
| -------------------------- | --------------- | ---------------------------------------------------------------- | ------------------------------- |
| Vincent n'a pas d'écailles | Thomas Salvador | Thomas Salvador, Vimala Pons, Youssef Hajdi, Nicolas Jaillet     | France                          |
| Vandal                     | Hélier Cisterne | Zinedine Benchenine, Chloé Lecerf, Émile Berling, Jean-Marc Barr | France, Belgique                |
| Scott Pilgrim              | Edgar Wright    | Michael Cera, Mary Elizabeth Winstead, Ellen Wong, Alison Pill   | États-Unis, Canada, Royaume-Uni |
| Les Combattants            | Thomas Cailley  | Adèle Haenel, Kévin Azaïs, Antoine Laurent, Brigitte Roüan       | France                          |
| L'homme le plus fort       | Louise Hémon    | N/C                                                              | France                          |
| Artémis, cœur d'artichaut  | Hubert Viel     | Frédérique Barré, Noémie Rosset, Hubert Viel                     | France                          |
| Fantômas                   | Louis Feuillade | René Navarre, Edmond Bréon, Georges Melchior, Renée Carl         | France                          |
| Juve contre Fantômas       | Louis Feuillade | René Navarre, Edmond Bréon, Georges Melchior, Renée Carl         | France                          |

#### Série H-Man
Chaque séance était accompagnées de l'un des 6 épisodes de la série H-Man, réalisé par Joseph Cahill, avec Arthur H, Mathieu Amalric, Annie Cordy et Fiona Apple.
| Titre            |
| ---------------- |
| Capitaine Crise  |
| La crise Grecque |
| Le mariage gai   |
| La Rage          |
| Les invisibles   |
| Le flot noir     |

### Fifib Création

#### Longs-métrages
| Titre                   | Réalisation     | Distribution                                                    | Pays   |
| ----------------------- | --------------- | --------------------------------------------------------------- | ------ |
| Souvenirs de la Gehenne | Thomas Jenkoe   | N/C                                                             | France |
| Gaz de France           | Benoît Forgeard | Antoine Gouy, Philippe Katerine, Olivier Rabourdin, Alka Balbir | France |

#### Courts-métrages
- Sélection de courts-métrages français :

| Titre      | Réalisation       | Distribution                                                    | Pays   |
| ---------- | ----------------- | --------------------------------------------------------------- | ------ |
| Eaux vives | Selim Bentounes   | Solène Rigot, Mathieu Ekambi, Charif Ounnoughene, Céline Proust | France |
| Maman(s)   | Maïmouna Doucouré | Sokhna Diallo, Maïmouna Gueye, Azize Diabaté, Marème N'Diaye    | France |

- Programme de courts-métrages italiens, en partenariat avec la Cinémathèque de Boulogne :

| Titre                              | Réalisation               | Distribution                                                             | Pays           |
| ---------------------------------- | ------------------------- | ------------------------------------------------------------------------ | -------------- |
| E.T.E.R.N.I.T.                     | Giovanni Aloi             | Ali Sahli, Serena Grandi, Alessandro Castiglioni, Mohamed Omar Abd Rabou | France         |
| Beauty                             | Rino Stefano Tagliafierro | N/C                                                                      | Italie         |
| Fame                               | Karole Di Tommaso         | Linda Chang, Elisa Guo                                                   | Italie         |
| How I Didn't Become a Piano Player | Tommaso Pitta             | Tom Felton, Logan Shearer, Gabrielle Hamilton, Fergus O’Donnell          | Italie         |
| Il Serpente                        | Nicola Prosatore          | Antonia Truppo, Cesare Bocci, Francesco Di Leva, Giovanni Ludeno         | Italie         |
| Morte Segreta                      | Michele Leonardi          | Lucia Sardo, Angelo Tosto, Rosario Minardi                               | Italie         |
| Recuiem                            | Valentina Carnelutti      | Teresa Saponangelo, Francesco Tricarico, Lydia Biondi, Irene Buonomo     | Italie         |
| Zachatie Doesn't Live Here Anymore | Alberto Segre             | Gabriela Perez                                                           | France, Italie |

## Palmarès

### Longs-métrages
- Domaine Clarence Dillon (grand prix du festival) : Ce sentiment de l'été de Mikhael Hers
- Deuxième regard : Les Filles au Moyen Âge de Hubert Viel
- Prix du SFCC [Note 1]: Nahid d’Ida Panahandeh
- Prix du jury Erasmus + : À peine j'ouvre les yeux de Leyla Bouzid
- Prix Aquitaine Film Workout (concours de film en partenariat avec la Région Aquitaine) : Le convoi des braves de Guillaume Brac

### Courts-métrages
- Prix du meilleur court métrage : Ma manman d'Lo de Julien Silloray

## Jury et invités

### Jury

#### Longs-métrages
- Valeria Golino, actrice, réalisatrice et productrice (présidente du jury),  Italie
- Thomas Salvador, réalisateur,  France
- Clémence Poésy, actrice,  France
- Pierre-Alexandre Busson, producteur et compositeur,  France
- Céline Sciamma, réalisatrice et scénariste,  France

#### Court-métrage
- Arthur Harari, réalisateur et comédien,  France
- Caroline Poggi, réalisatrice,  France
- Jonathan Vinel, réalisateur,  France
- Samuel Theis, réalisateur,  France

#### Syndicat Français de la Critique de Cinéma
- Iris Brey, journaliste,  France
- Isabelle Danel, journaliste,  France
- Sandrine Marques, critique,  France

#### Erasmus +
- Santiago Amigorena, scénariste (président du jury Esramus +),  Argentine
- Dimitra Georgopoulou, étudiante à Erasmus +
- Anatole Trepos, étudiant à Erasmus +
- Pelin Geyik, étudiante à Erasmus +
- Ségolène Courant, étudiante à Erasmus +

### Invités
- Arnaud Desplechin, réalisateur,  France
- Corneliu Porumboiu, producteur et scénariste,  Roumanie
- Saverio Costanzo, réalisateur et scénariste,  Italie
- Thierry de Peretti, acteur et réalisateur,  France
- François Farellacci, réalisateur,  France
- Valérie Donzelli, actrice, réalisatrice et scénariste,  France
- Nicolas et Bruno, duo de réalisateurs et scénaristes,  France
- Arthur Dreyfus, scénariste et réalisateur,  France
- Benoît Forgeard, réalisateur et acteur,  France
- Hubert Viel, réalisateur,  France
- Hélier Cisterne, réalisateur et scénariste,  France
- Ion de Sosa, producteur,  Espagne
- Eva Husson, réalisatrice,  France
- Leyla Bouzid, réalisatrice,  Tunisie
- Mikhaël Hers, réalisateur,  France
- Roxane Arnold, directrice de distribution,  France
- Pierre Guyard, producteur,  France
- Julien Silloray, réalisateur, scénariste et directeur de production,  France
- Sylvain Desclou, réalisateur er scénariste,  France
- Jean-Baptiste Durand, acteur et réalisateur,  France
- Rémi Bigot, réalisateur et scénariste,  France
- Juliette Alexandre, monteuse,  France
- Jean-Baptiste Saurel, réalisateur,  France
- Anaïs Bertrand, productrice,  France
- Jean-Gabriel Périot, réalisateur,  France
- Julien Neutres, directeur de la création, des territoires et du publics du CNC,  France
- Jean-Emmanuel Deluxe, journaliste,  France
- Kee Yoon Kim,auteure, actrice et scénariste,  France et  Corée du Sud
- Cyril Smet, responsable cinéma au Syndicat des Producteurs Indépendants,  France
- Alberto Segre, réalisateur et scénariste,  Italie
- Antoine Boutet, réalisateur et plasticien,  France
- Antoine Le Bos, scénariste,  France
- Anna Di Martino, programmation cinéma de la Cinémathèque de Bologne,  Italie
- Daphné Bruneau, Chef du service de l'Action Territoriale du CNC,  France
- Damien Fritsch, auteur et réalisateur,  France
- Diane Sara Bouzgarrou, réalisatrice et productrice,  France
- Emmanuel Chaumet, producteur,  France
- Jeff Genie, directeur de l'agence Gloria,  France
- Julie Paratian, productrice,  France
- Karole Rita Di Tommaso, réalisatrice et scénariste,  Italie
- Louise Hentgen, productrice,  France
- Marie Masmonteil, productrice,  France
- Michele Leonardi, réalisateur,  Italie
- Miguel Valverde, réalisateur,  Italie
- Nicola Prosatore, réalisateur,  Italie
- Olivier Daunizeau, réalisateur,  France
- Thibaut Ruby, producteur,  France
- Tommaso Pitta, réalisateur,  Italie
- Valentina Carnelutti, actrice, réalisatrice et scénariste,  Italie
- Morad Kertobi, Chef du département Court-métrage au CNC,  France
- Solène Rigot, actrice et musicienne,  France
- Selim Bentounes, acteur et réalisateur,  France
- Filipa Reis, productrice et réalisatrice,  Portugal
- Julien Rejl, responsable de distribution à Capricci Films,  France
- Jérôme Duc-Maugé, producteur,  France
- Thomas Jenkoe, réalisateur et producteur,  France
- Lola Joly, directrice des contenus chez Touscoprod,  France
- Frédéric Alvarez, compositeur,  France
- Maïmouna Doucouré, réalisatrice,  France
- Sophie Kuno, Directrice des partenariats de Touscoprod,  France
- Alexandre Cornu, producteur,  France
- Laurine Pélassy, productrice,  France
- Céline Durant, coordinatrice générale de cinéma jeunes publics Plein la Bobine,  France